# 阿尔比耶斯
阿尔比耶斯（法語：Albiès，法語發音：[albjɛs]）是法国阿列日省的一个市镇，属于富瓦区。

## 地理
阿尔比耶斯（42°46'38"N, 1°42'7"E）面积7.69 平方千米，位于法国奧克西塔尼大區阿列日省，该省份为法国西南部内陆省份，西部和北部与上加龙省接壤，东临奥德省，东南至东比利牛斯省接壤，南与安道尔和西班牙接壤。
与阿尔比耶斯接壤的市镇（或旧市镇、城区）包括：阿斯通、莱卡巴讷、拉叙尔、佩什、韦布尔、凡尔登。

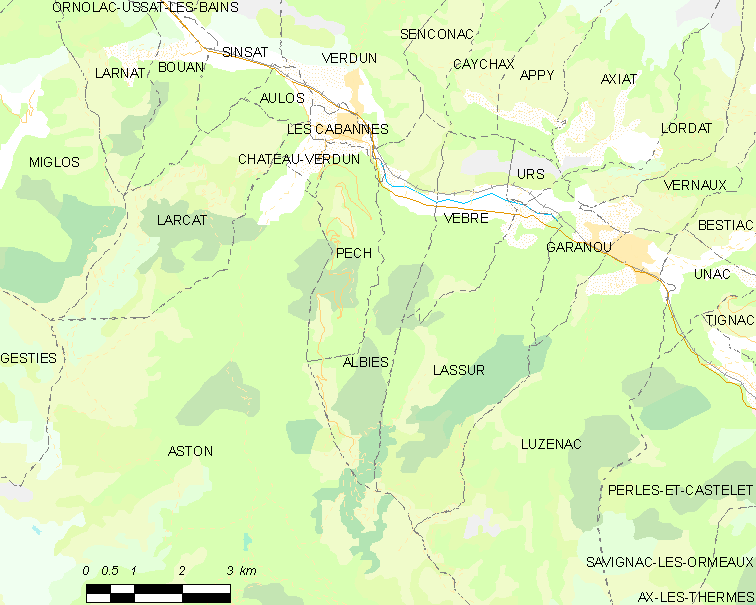
阿尔比耶斯的OSM定位图

阿尔比耶斯的时区为UTC+01:00、UTC+02:00（夏令时）。

## 行政
阿尔比耶斯的邮政编码为09310，INSEE市镇编码为09004。

## 政治
阿尔比耶斯所属的省级选区为上阿列日县。

## 人口

1962-2008年间阿尔比耶斯人口变化图示

阿尔比耶斯于2022年1月1日时的人口数量为122人。